# Liste der Kardinalskreierungen Eugens IV.
Im Verlauf seines Pontifikates kreierte Papst Eugen IV. folgende Kardinäle:

## 19. September 1431
- Francesco Condulmer
- Angelotto Fosco

## 9. August 1437
- Giovanni Vitelleschi

## 18. Dezember 1439
- Regnault de Chartres
- Giovanni Berardi
- John Kemp
- Niccolò d’Acciapaccio
- Ludwig von Luxemburg
- Giorgio Fieschi
- Isidor von Kiew
- Bessarion
- Gerardo Landriani Capitani
- Zbigniew Oleśnicki
- Antonio Martins de Chaves
- Peter von Schaumberg
- Jean Le Jeune
- Dénes Szécsi
- Guillaume d’Estouteville OSB
- Juan de Torquemada OP
- Alberto Alberti

## 1. Juli 1440
- Ludovico Trevisano
- Pietro Barbo

## 2. Mai 1444
- Alfonso de Borja

## 16. Dezember 1446
- Enrico Rampini
- Tommaso Parentucelli (später Papst Nikolaus V.)
- Juan Carvajal
- Giovanni de Primis OSB